# Contrabasblokfluit

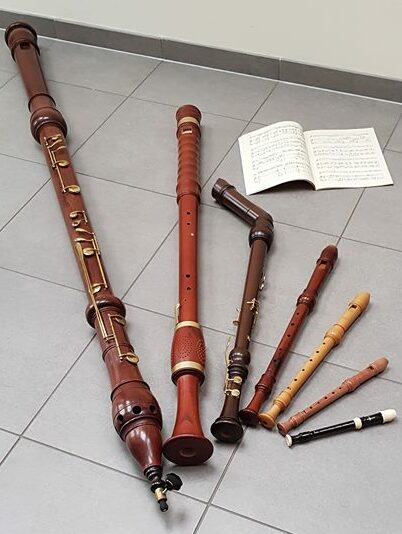
Familie barokfluiten, van links naar rechts: contrabas, grootbas, bas, tenor, alt, sopraan, sopranino

Een contrabasblokfluit is een blaasinstrument dat behoort tot de familie van de blokfluiten.
De contrabasblokfluit speelt een octaaf lager dan de basblokfluit en twee octaven lager dan de altblokfluit. In de blokfluitfamilie zit ze tussen de grootbasblokfluit en de subgrootbasblokfluit en is ze is uitgevoerd in de toonsoort F. Vanwege de lengte van ongeveer twee meter, is deze fluit voorzien van een aantal kleppen. In een blokfluitensemble wordt de contra meestal gebruikt als grondtoon voor het ensemble of om samen met de basblokfluit dezelfde partij te spelen. Dit kan worden gezien als een 4-voet- en een 8-voetbezetting (vergelijkbaar met een orgel).